# Александр (Малинин)
Епископ Александр (в миру Александр Павлович Малинин; 26 марта 1880, Бусаево, Рязанский уезд, Рязанская губерния — январь/февраль 1929, Вишерский исправительно-трудовой лагерь) — епископ Русской Православной Церкви, епископ Нолинский, викарий Вятской епархии.

## Биография
Родился 26 марта 1880 года в селе Бусаеве Рязанского уезда Рязанской губернии в семье псаломщика. Окончил Рязанское духовное училище, а в 1901 году окончил Рязанскую духовную семинарию, но сан принимать не стал.
В том же году поступил в Казанский ветеринарный институт, но через год покинул это учебное заведение, вернулся в Рязань и в течение нескольких лет трудился учителем церковно-приходской школы. Отзыв о нём оставил председатель Рязанского уездного отделения епархиального училищного совета протоиерей Александр Боголюбов: «Александр Малинин по характеру своему человек добрый, сердечный, в обращении с учениками весьма гуманен, поведения самого скромного. Человек он в высшей степени религиозный и как педагог-воспитатель чудный, но как преподаватель — слабый. Мало знаком с лучшими приёмами преподавания. В частных рассуждениях он иногда проявляет некоторые странности, но недурного направления».
В 1908 году Александр Малинин стал вольнослушателем Казанской духовной академии. В 1910 году успешно сдал вступительные экзамены и начал обучение в этой академии уже в качестве студента. В 1914 году окончил Казанскую духовную академию со степенью кандидата богословия за сочинение «Тунгусы и история распространения христианства между ними» с правом быть преподавателем и занимать административные должности по духовно-учебному ведомству, но при соискании степени магистра богословия держать новые устные или письменные испытания по некоторым предметам.
В тот год началась Первая мировая война, в связи с чем по окончании Академии Александр Малинин поступил на службу в армию, где стал санитаром. Через полгода он попал в плен и только в 1918 году вернулся на родину.
В 1924 году архиепископом Гурием (Степановым) пострижен в монашество и определён в число братии Московского Покровского монастыря в сане иеромонаха, где и находился до своего епископства.
Епископ Вениамин (Милов), в то время настоятель монастыря, так отозвался о нём:

Говорил он под нос, чуть слышно, дикцией не занимался. Но людская тяга к нему как к проповеднику была огромная. Железным, плотным кольцом окружал его народ, когда он выходил говорить поучения. Женщины освобождали уши от платков, чтобы расслышать тихо произносимые фразы. Секрет его успеха заключался в необыкновенно детской простоте слова, в темах, взятых буквально из жизни, в искреннем христианском сочувствии горю и нуждам предстоящих. Так как вне храма отец Александр говорил мало, то скопившаяся душевная энергия прорывалась в его речах, и его изустное слово казалось разожженным, раскаленным. Он иногда едва удерживался от слез во время проповеди. Простота же его фраз освобождала слушателей от необходимости напрягать мозг, чтобы понять содержание речи.
В 1927 году иеромонах Александр резко выступил против «Декларации» митрополита Сергия. Единомышленником отца Александра стал член церковного совета Покровского монастыря Михаил Александрович Жижиленко, но вскоре их пути разошлись. Несмотря на отрицательное отношение к политике компромиссов, иеромонах Александр не пошёл на разрыв с митрополитом Сергием и со временем смягчил свою позицию.
В ноябре 1928 года было принято решение о хиротонии иеромонаха Александра во епископа Нолинского, викария Вятской епархии. Сам иеромонах Александр узнал о своей хиротонии за три дня до назначенной даты от епископа Вятского и Слободского Павла (Борисовского).
24 ноября 1928 года в Москве в зале заседаний Временного Патриаршего Священного Синода на улице Короленко в Сокольниках состоялось его наречение во епископа. В своей речи на наречении епископ в частности сказал:

В мирное время среди подвижников иерархов были и такие, которые искали в епископстве почёт и славу и находили их; а теперь иерархи призываются к великому подвигу — быть впереди всех в страде церковной. Свв. Апостолы, когда выражали свою готовность пить Христову чашу и креститься Его крещением, не вполне понимали сущность этих слов, а мы теперь понимаем их, знаем, ибо видим, как они в действительности переживаются иерархами и идём на тот же подвиг; посему, слыша Вашу волю о своём избрании во епископа, я с дерзновением сказал: приемлю, и ничтоже вопреки глаголю, ибо в мирное время отказ от сего избрания был бы принят за глубокое смирение, а теперь может быть сочтен за боязнь пить чашу Христову и креститься Его крещением. Впереди на пути своем я вижу шипы и терния, но верую во всемогущую благодать архиерейства, которую Вы, Святители, по воле Пастыреначальника Христа низведете в моё недостойное сердце. Прошу Ваших Святительских молитв, да действием их шире и глубже раскроется моё греховное сердце и исполненный благодати Архиерейства, стану и я с Вами на стражу церковную, чтобы благовествовать спасительную истину без земного страха, но в благодатной силе, а свершив земное служение, и мне получить хотя малую обитель в дому Отца Нашего Небесного.

25 ноября 1928 года в храме Воскресения в Сокольниках в Москве хиротонисан во епископа Нилинского, викария Вятской епархии. Хиторонию совершили 12 архиереев во главе с заместителем Патриаршего Местоблюстителя митрополитом Сергием (Страгородским).
Накануне отъезда в епархию, в ночь с 10 на 11 декабря 1928 года, он был арестован. Основанием для ареста стали его слова при наречении и на обеде после хиротонии. Архипастырю предъявили обвинение по статье 58 часть 10 за «антисоветскую пропаганду о гонениях на Церковь в присутствии приехавших из-за границы лиц»: «Малинин Александр Павлович, — говорится в постановлении СООГПУ, — в помещении церковного центра (так называемого Сергиевского Синода) использовал религиозный обряд „наречения в епископы“ для произнесения антисоветской речи на тему о гонениях на церковь и веру в СССР, о преследовании духовенства, что нет в СССР ни одного епископа, который бы не сидел в тюрьме и т. д. Речь была сказана с целью передать присутствовавшему на обряде епископу Литовскому Елевферию, приехавшему из-за границы заведомо ложные сведения о гонении на религию со стороны безбожного государства».
11 января 1929 года Особым совещанием ОГПУ епископ Александр был приговорён к трём годам концлагеря. Срок епископ Александр должен был отбывать в Вишерском лагере. После прибытия в лагерь на принудительные работы, заболел там воспалением лёгких и через месяц скончался.
Как отмечал митрополит Мануил (Лемешевский), «это был архипастырь необычайной, истинно монашеской простоты, нестяжательности и скромности».

## «Епископ Иоанн»
Наречение и хиротония епископа Александра были подробно описаны участником тех событий митрополитом Литовским Елевферием (Богоявленским) в своей книге «Неделя в Патриархии», изданной в 1933 году в Париже. Однако митрополит Елевферий допустил ошибку, назвав епископа Александра Иоанном. Кроме того митрополит Елевферий не привёл ни фамилии епископа Александра, ни его кафедры.
Ошибка, допущенная митрополитом Елевферием, попала и в труд митрополита Мануила (Лемешевского) «Русские православные иерархи», где наряду с краткой статьёй о епископе Александре (Малинине), содержалась статья и о епископе Глазовском Иоанне: «Годы пострижения в монашество и рукоположения в священный сан неизвестны. 15 ноября н/ст 1928 года хиротонисан во епископа Глазовского, вик[ария] Вятской епархии. Хиротония совершена в Москве в храме Воскресения <…> В списках Патриарха Сергия и других епископ Иоанн совершенно не значится, хотя о его хиротонии ясно указывает митр[ополит] Елевферий в своей книге „Неделя в Патриархии“. Печально только, что последний не указал ни фамилии новонареченного епископа, в хиротонии которого он сам участвовал, ни кафедры, на какую посвящали епископа Иоанна. Дальнейших сведений о нём не имеем».
Митрополит Мануил ошибся в дате хиротонии, которая состоялась не 15, а 25 ноября, а также, не зная точное название кафедры (митрополит Елевферий упомянул лишь о том, что он избран викарием Вятской епархии), на которую был назначен епископ Иоанн, называет его епископом Глазовским. По-видимому, привязка к городу Глазову была сделана митрополитом Мануилом условно, поскольку эта кафедра в тот момент была вакантна. Вслед за митрополитом Мануилом информацию о епископе Иоанне стали повторять и другие издания.
Разгадать тайну «владыки Иоанна» удалось историку Андрею Кострюкову, который нашёл в архиве Отдела внешних церковных связей Московского Патриархата копию письма митрополита Сергия (Страгородского) митрополиту Елевферию (Богоявленскому), в котором говорится: «в архиереи мы с Вами ставили не Иоанна, а Александра».
Первая подробная биография епископа Александра, составленная Андреем Кострюковым на основе следственное дела епископа Александра и других источников, была опубликована в 2014 году в Вестнике ПСТГУ и в Журнале Московской Патриархии. Андрей Кострюков также отметил в 2017 году: «Ни в какие поименные списки за Христа пострадавших он до недавнего времени не входил. То есть архиерея, такую крупную фигуру, и то исследователи „упустили“. А что говорить о простых священниках и мирянах? Сколько из них сгинувших и погибших в безвестности?».